# Polygonum longipes
Polygonum longipes là một loài thực vật có hoa trong họ Rau răm. Loài này được Halácsy & Charrel miêu tả khoa học đầu tiên năm 1890.